# Union Bordeaux Bègles
L'Union Bordeaux Bègles és un club de Rugbi a 15 que juga al Top 14. El club es va fundar el 2006.